# Vincent Wettergren
Vincent Wettergren, född 11 februari 2005, är en svensk skådespelare.
Wettergren slog igenom som skådespelare med filmen Turist från 2014. Han har även medverkat i TV-serierna Fartblinda (2019-2022) och 2017 års julkalender Jakten på tidskristallen där han spelade en av huvudrollerna.

## Filmografi (i urval)
- 2014 – Turist
- 2016 – Springfloden (TV-serie)
- 2017 – Jakten på tidskristallen (TV-serie)
- 2019–2022 – Fartblinda (TV-serie)